# 3:3-Abwehr
Die 3:3-Abwehr ist eine Deckungsvariante im Handballsport, die verhältnismäßig selten gespielt wird.

## Positionen
Bei der 3:3-Abwehr handelt es sich um eine 2-Linien-Abwehr, die sich aus einer defensiven sowie einer offensiven Abwehrreihe zusammensetzt. Die Abwehrformation wird in der Regel gegen Mannschaften angewandt, die mit drei Rückraumspielern, sowie mit einem Kreisspieler und zwei Außenspielern spielen.
In der defensiven Abwehrreihe, die entlang des 6-Meter-Kreises in der Nahwurfzone agiert, befinden sich drei Abwehrspieler. Die beiden äußeren Verteidiger werden aus der Blickrichtung des eigenen Torwarts als Außen links und Außen rechts bezeichnet. Diese verteidigen in der Grundaufstellung gegen die gegnerischen Außenspieler. Der innere Abwehrspieler wird als Dreier oder auch als Innenblock bezeichnet. Jenem Verteidiger ist der gegnerische Kreisspieler zugeordnet.
In der offensiven Abwehrreihe, die in der Fernwurfzone agiert, befindet sich drei weitere Abwehrspieler. Sie decken die drei gegnerischen Rückraumspieler.

## Spielweise
Die drei Verteidiger in der offensiven Abwehrreihe haben die Hauptaufgabe, die drei Rückraumspieler frühzeitig zu stören. Die drei Abwehrspieler der defensiven Abwehrreihe müssen einen großen Raum verteidigen, wodurch für die angreifenden Außenspielern und Kreisspielern große Durchbruchsräume vorhanden sind.
Die Abwehrformation wird häufig in den letzten Minuten des Spiels angewendet. Sie kann gegen einen normalen Angriff der Gegner verwendet. Mit dieser Abwehrfunktion versucht man die gegnerischen Passwege zu unterbinden und so den Ball zu stehlen. Somit wird diese Formation vor allem bei einem Rückstand angewendet. 